# Dán Műszaki Egyetem
A Dán Műszaki Egyetem (dánul: Danmarks Tekniske Universitet) Dánia legrégebbi műszaki és második legrégebbi egyeteme. Az intézményt 1829-ben alapították Hans Christian Ørsted kezdeményezésére. Az egyetem Kongens Lyngby településen található, 12 kilométerre északra Koppenhága központjától. A legtöbb tárgyat dán nyelven oktatják, de sok angol nyelvű kurzus is van.

## Ismertebb személyek az egyetemen

### Diákok
- Morten P. Meldal, Nobel-díjas dán vegyész
- Henrik Dam, Nobel-díjas dán biokémikus
- Henrik Pontoppidan, Nobel-díjas dán író
- Johan Jensen, matematikus
- Anders Hejlsberg, szoftvermérnök
- Ebbe Sand, labdarúgó

### Oktatók
- Harald Bohr, matematikus és olimpiai ezüstérmes labdarúgó; Niels Bohr testvére

## Lásd még
- Dél-dániai Egyetem
- Feröeri Egyetem
- Koppenhágai Egyetem

## Külső hivatkozások
- Hivatalos honlap (dán, angol)